# Wedge Tomb von Shankill

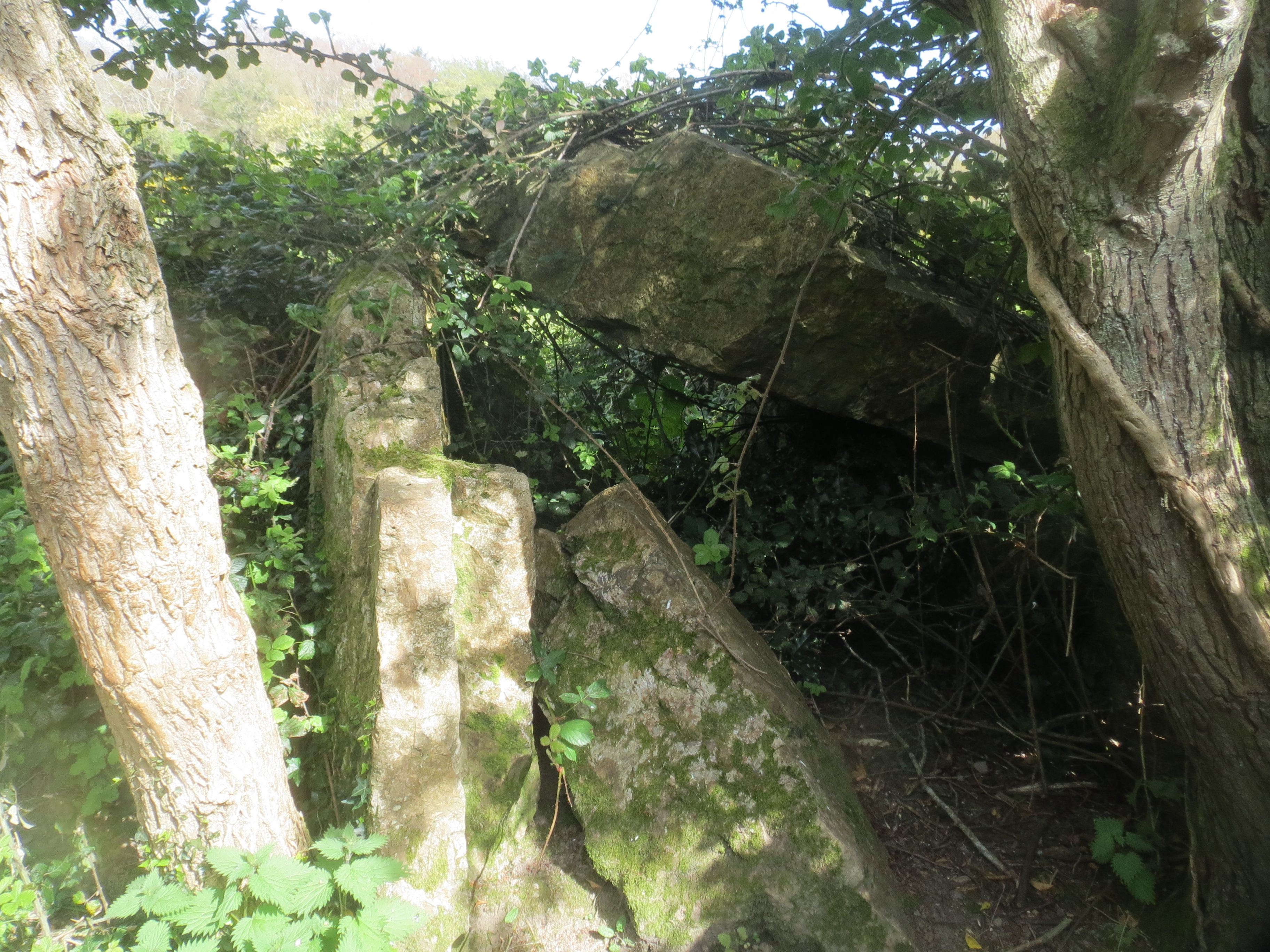
Shankill Wedge Tomb

Das Wedge Tomb von Shankill liegt im Süden  des County Dublin in Irland. Wedge Tombs, früher auch „wedge-shaped gallery grave“ genannt, sind ein Typ von Megalithanlagen der späten Jungsteinzeit und der frühen Bronzezeit, der primär in der westlichen Hälfte der Insel verbreitet ist.

## Lage
Das Tomb im Westen des Townlands Shankill (irisch Seanchill, „alte Kirche“) im ehemaligen County Dublin gehört jetzt zum neugeschaffenen County Dún Laoghaire-Rathdown unweit der Grenze zum County Wicklow. Es liegt am Rande einer Wiese am Hang des Carrickgollogan Hill (Carraig Uallacháin) und wird deshalb gelegentlich auch Wedge Tomb von Carrickgollogan genannt. Von hier aus hat man eine gute Aussicht auf die Irische See sowie die Berge Great Sugar Loaf und Little Sugar Loaf.

## Beschreibung
Das Tomb ist von Brombeer- und Ginsterhecken stark überwuchert. Ein großer Deckstein (Länge 2,3 m) bedeckt die Nordostseite der Kammer; er ist stark geneigt, da er auf verschieden großen Seitensteinen ruht. Die Kammer mit einer Größe von 3,6 m × 1,4 m ist von vier Granitplatten begrenzt und hat eine maximale Höhe von 1,5 m.